# NGC 1860
NGC 1860 är en öppen stjärnhop i Stora magellanska molnet i stjärnbilden Svärdfisken. Den upptäcktes den 30 december 1836 av John Herschel.